# 唐誠
唐誠（?—?），湖广承宣布政使司武陵（今湖南省常德市）人，明朝末年至南明官员。

## 生平
崇祯十六年（1643年），唐誠中进士。永历帝在肇庆即位，任右春坊右谕德。永曆元年（1647年）三月，以原官兼东阁大学士。永历二年（1648年），协守桂林，晋封文渊阁大学士，总督五省义师。永历三年（1649年）正月，被清朝军队在湘潭击败，逃回肇庆。